# Coccolobeae
Coccolobeae, biljni tribus iz porodice dvornikovki (Polygonaceae), dio potporodice Eriogonoideae. Sastoji se od tri roda sa 182 vrste. Tipični je Coccoloba čije su vrste drveća i grmova raširene po Južnoj Americi.

## Rodovi
1. Neomillspaughia S.F.Blake (3 spp.)
2. Podopterus Humb. & Bonpl. (3 spp.)
3. Coccoloba P.Browne (176 spp.)